# Francesco Angelino
Francesco Angelino (Siracusa, 5 marzo 1893 – Siracusa, 7 agosto 1990) è stato un militare italiano, insignito nel 1919 della medaglia d'oro al valor militare.

## Biografia
Prestò servizio di leva dal 1913 nella Regia Marina; allo scoppio della prima guerra mondiale, prese parte a numerose missioni con i MAS, sotto il comando di Luigi Rizzo, tra cui l'affondamento della corazzata austriaca SMS Wien nelle acque di Trieste. Fu decorato con la medaglia di bronzo al valore militare.
Il 14 maggio 1918 si offrì volontariamente di partecipare al primo forzamento di Pola, a bordo di un barchino Grillo, con il comandante Mario Pellegrini. Il tentativo fallì, e il comandante scelse di autoaffondare l'imbarcazione. L'equipaggio fu raccolto in mare e condotto in prigionia a Pola. Angelino subì l'amputazione di un braccio e restò per sei mesi in un campo di concentramento in Boemia.
Il 14 giugno 1918 il re Vittorio Emanuele III gli conferì con motu proprio la medaglia d'oro al valor militare, per il valore mostrato: l'onorificenza fu poi ratificata con un regio decreto il 18 gennaio 1919.
Rientrato in Italia, ebbe successive promozioni di grado, fino a 1º capitano del CEMM.